# Eisenkrautgewächse
Die Eisenkrautgewächse (Verbenaceae) sind eine Pflanzenfamilie, die zur Ordnung der Lippenblütlerartigen (Lamiales) gehört. Einige Arten und ihre Sorten werden als Ziergehölze in Parks, Gärten und als Beet- und Balkonpflanzen verwendet. Es gibt auch einige Heilpflanzen.

## Beschreibung

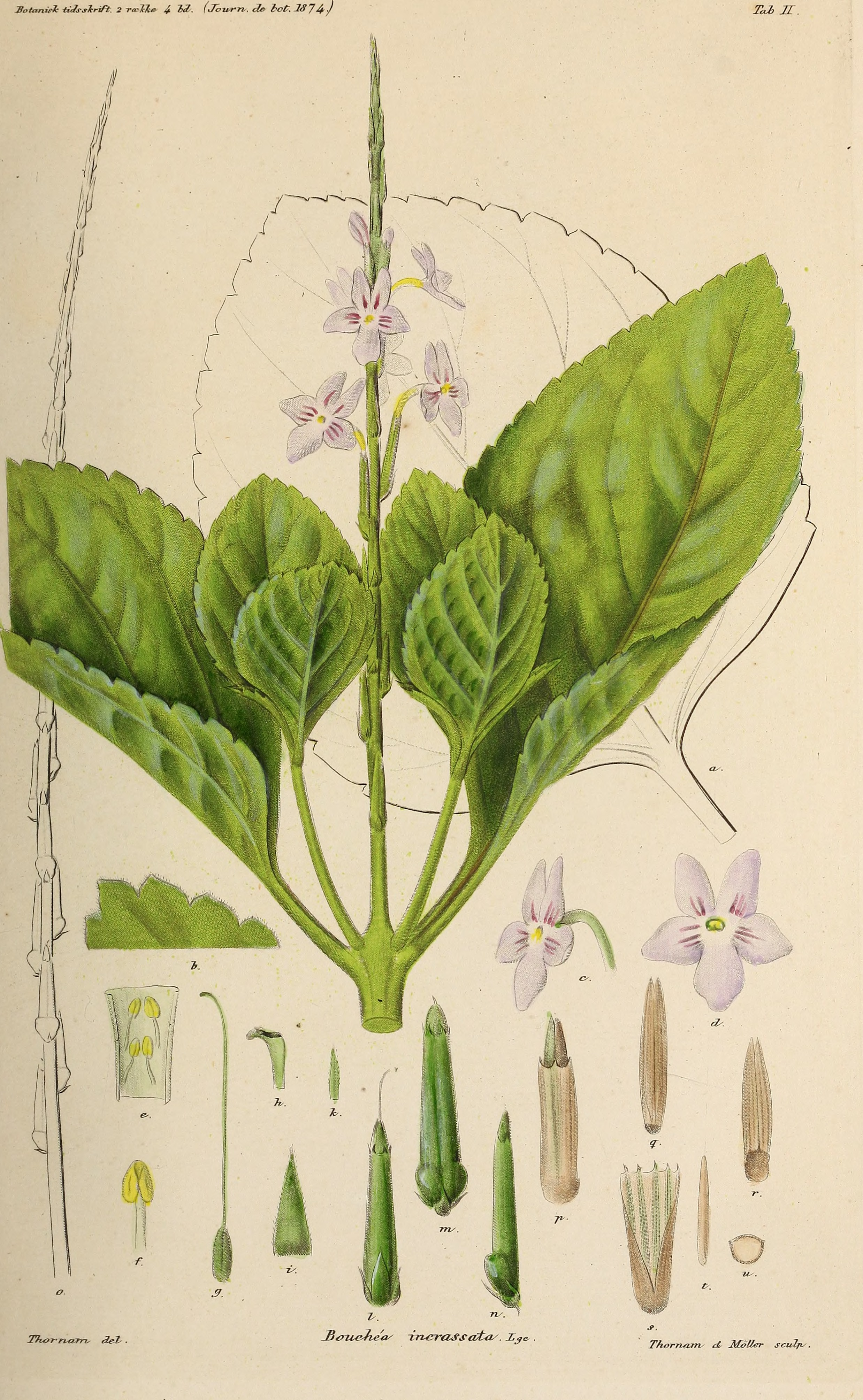
Tribus Duranteae: Illustration aus Botanisk tidsskrift, 1873 von Bouchea pseudochascanum

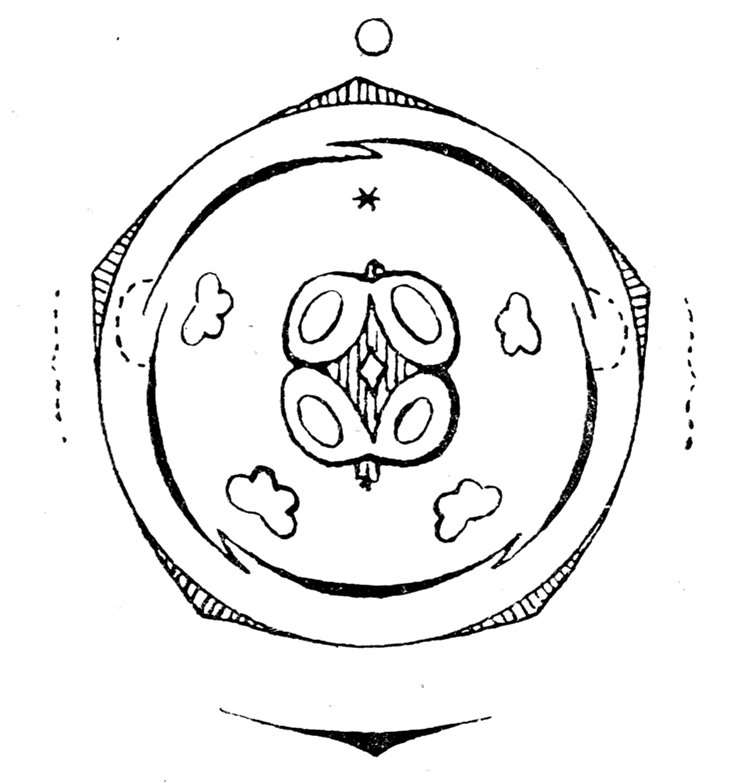
Blütendiagramm von Verbena officinalis

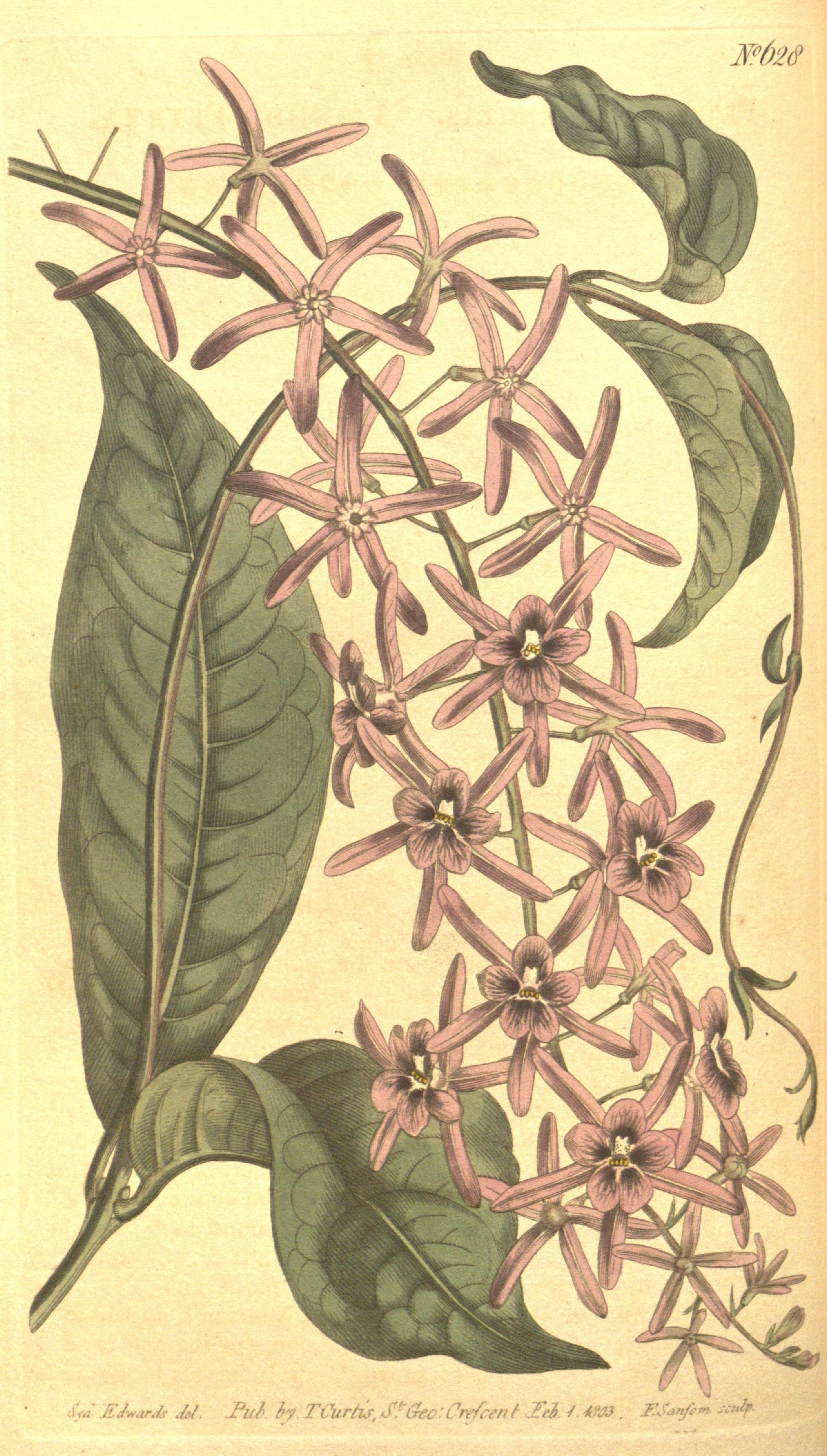
Tribus Petreeae: Illustration aus Curtis's Botanical Magazine, No. 628 von Petrea volubilis

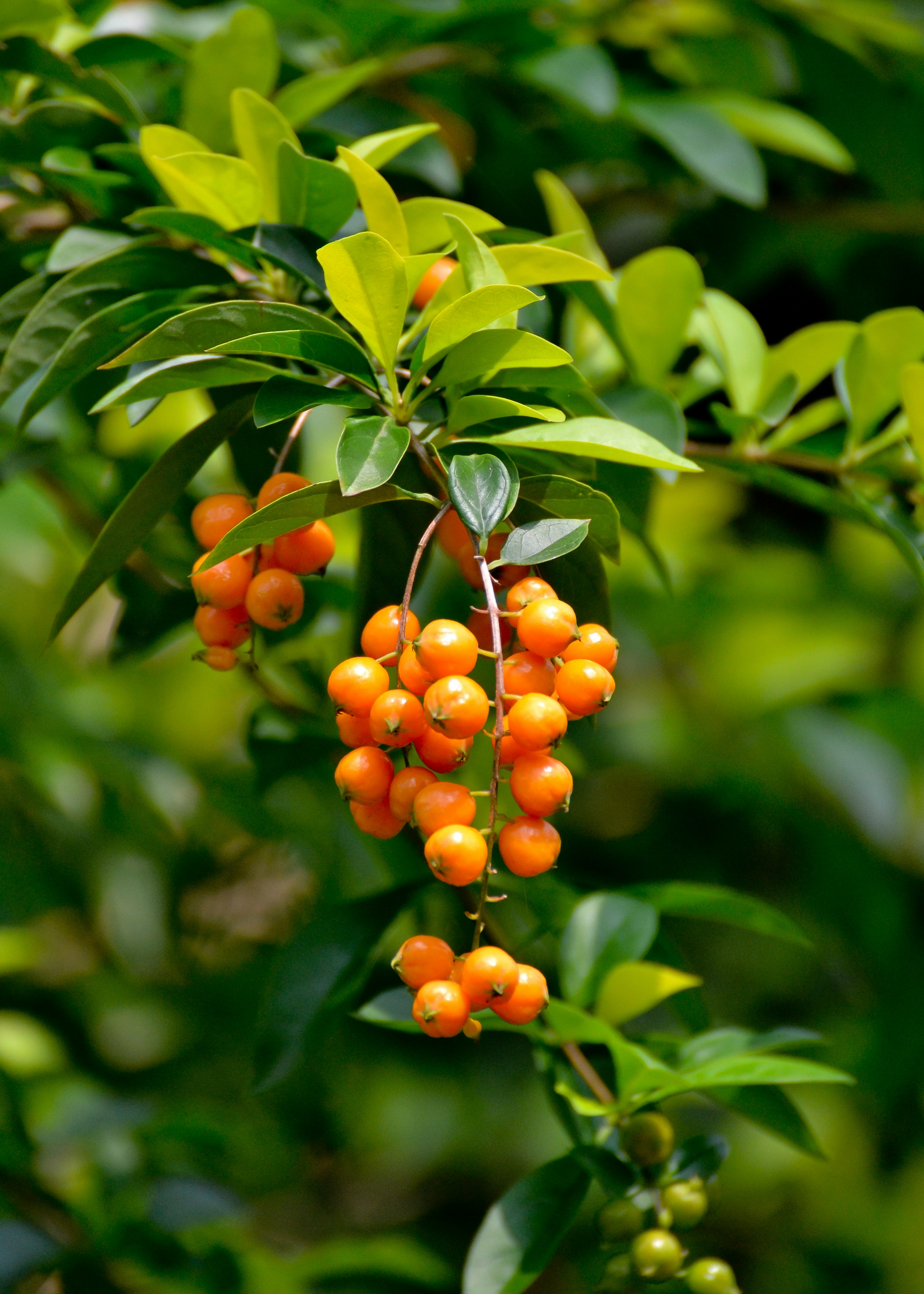
Tribus Duranteae: Laubblätter und Früchte von Duranta erecta

### Vegetative Merkmale
Es sind meist krautige Pflanzen oder verholzende Pflanzen, die als Sträucher, seltener Bäume oder Lianen wachsen. Die oft vierkantigen oder stielrunden Stängel besitzen je nach Typ ein unterschiedliches Indument. Die Sprossachsen sind unbewehrt oder manchmal sind Stacheln oder Dornen vorhanden.
Die überwiegend gegenständig, selten in Quirlen oder Bündeln angeordneten Laubblätter sind gestielt oder sitzend. Die Blattspreiten sind meist einfach oder dreiteilig, selten zusammengesetzt. Die Blattränder sind glatt, gezähnt, gekerbt, gelappt oder ausgeschnitten. Manchmal sind die Blätter zu Schuppen oder Stacheln reduziert. Nebenblätter sind keine vorhanden.

### Generative Merkmale
In den seiten- und/oder endständigen, einfachen oder zusammengesetzten, bei den meisten Arten traubigen, seltener ährigen, kopfigen oder zymösen Blütenstände stehen die Blüten oder dicht zusammen. Meist sind Tragblätter vorhanden, sie können dekorativ oder unauffällig sein.
Die meist zwittrigen Blüten sind klein bis mittelgroß, zygomorph (selten radiärsymmetrisch) und besitzen eine doppelte Blütenhülle (Perianth). Sie haben (vier bis) fünf (bis acht) verwachsene Kelchblätter und (vier bis) fünf (bis acht) verwachsene Kronblätter. Es ist nur ein Staubblattkreis vorhanden; die (zwei bis) vier (bis fünf) Staubblätter sind mit der Krone (Corolla) verwachsen. Meist zwei Fruchtblätter sind zu einem oberständigen Fruchtknoten verwachsen (synkarp). Es ist meist ein Diskus vorhanden.
Blütenformel: {\displaystyle \downarrow K_{(5)}\;[C_{(5)}\;A_{5-2}]\;G_{\underline {(2)}}}
Es werden Steinfrüchte oder Kapselfrüchte gebildet.

### Inhaltsstoffe
An Sprossachsen, Laubblättern, Tragblättern, Kelch- oder Kronblättern sind Harzdrüsen vorhanden.
Die Arten der Eisenkrautgewächse enthalten ätherisches Öl.

## Ökologie
Bei vielen Arten erfolgt die Bestäubung durch Insekten (Entomophil).

## Systematik und Verbreitung
Die Familie Verbenaceae wurde 1805 von Jean Henri Jaume Saint-Hilaire in Exposition des Familles Naturelles, 1, S. 245 aufgestellt. Typusgattung ist Verbena L. Synonyme für Verbenaceae J.St.-Hil. nom. cons. sind: Durantaceae J.Agardh, Petreaceae J.Agardh.

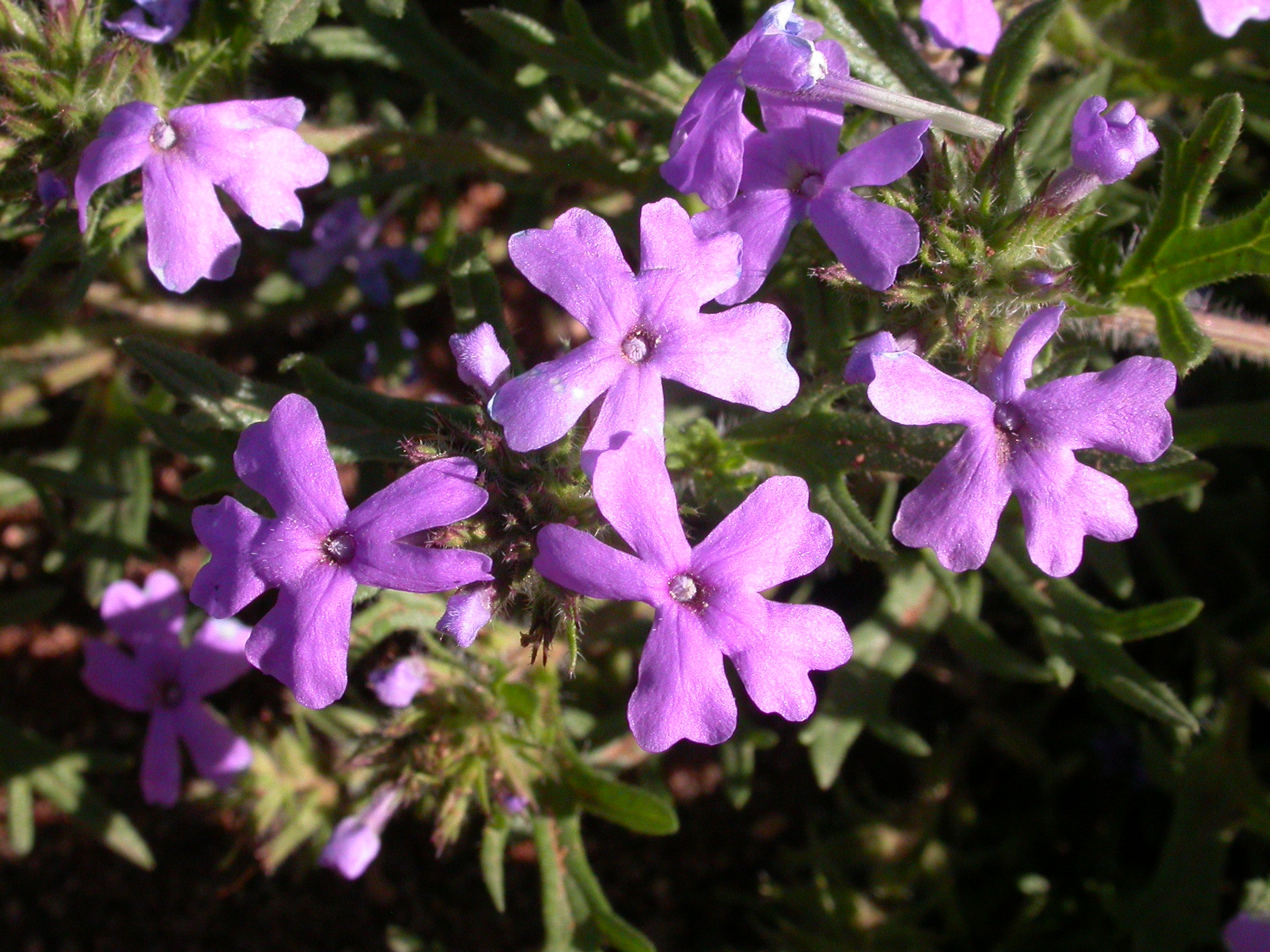
Tribus Verbeneae: Blüten von Glandularia bipinnatifida

Die Areale liegen in den gemäßigten Gebieten, den Subtropen und Tropen. Weit verbreitet sind sie in den gemäßigten Gebieten, einen Schwerpunkt der Artenvielfalt haben sie in den Tropen. Sie fehlen im mittleren und nördlichen Eurasien.
Mit molekularphylogenetischen Methoden gewonnene Erkenntnisse zur Phylogenese der Ordnung Lamiales haben zu einer Einengung des Umfangs der Familie Verbenaceae geführt. Vorher wurden auch Gattungen dazugezählt, die heute zu den Familien der Lippenblütler (Lamiaceae) und den Akanthusgewächse (Acanthaceae) gerechnet werden. Die Familie enthält bei enger Fassung 30 bis 35 Gattungen und etwa 1200 Arten (wie bei der APWebsite). Dabei wurde beispielsweise die Gattungen Verbena in drei Gattungen aufgegliedert: Verbena s. str., Glandularia und Junellia und 2009 wurden elf Arten aus der Junellia in die neue Gattung Mulguraea gestellt.
Nach O’Leary et al. 2009, Marx et al. 2010, Thode et al. 2013, Lu - Irving et al. 2014 wird die Familie Verbenaceae in sieben Tribus gegliedert:
| - Tribus Casselieae (Schauer) Troncoso: Sie enthält drei Gattungen mit etwa 14 Arten: - Casselia Nees & Mart.: Die etwa sieben Arten sind im tropischen Südamerika (Brasilien, Bolivien, Paraguay) verbreitet. - Parodianthus Tronc.: Die nur zwei Arten kommen nur in Argentinien vor. - Tamonea Aubl.: Die etwa sechs Arten sind in der Neotropis verbreitet. - Tribus Citharexyleae Briq.: Sie enthält drei Gattungen mit etwa 134 Arten: - Baillonia Bocq.: Sie enthält nur eine Art: - Baillonia amabilis Bocq. ex Baill.: Sie kommt von Bolivien bis in die argentinische Provinz Formosa vor. - Citharexylum L.: Es sind Sträucher oder Bäume. Die 70 bis 130 Arten sind in der Neotropis verbreitet, beispielsweise: - Citharexylum spinosum L.: Sie wird manchmal als Zierpflanze verwendet. - Rehdera Moldenke: Die zwei bis drei Arten sind von Mexiko bis Zentralamerika verbreitet. - Tribus Duranteae Benth.: Sie enthält fünf Gattungen mit bis zu 189 Arten: - Bouchea Cham. (Syn.: Lomake Raf.): Die 10 bis 17 Arten sind in der Neotropis weitverbreitet. - Chascanum E.Mey.: Die 20 bis 31 Arten sind in der Alten Welt vom tropischen bis ins südlichen Afrika, in Madagaskar und der Arabischen Halbinsel bis zum Indischen Subkontinent verbreitet. - Duranta L.: Es sind immergrüne Sträucher und Bäume. Die 20 bis 30 Arten sind in der Neotropis verbreitet. - Duranta erecta L.: Aus dem nördlichen Südamerika, Mittelamerika, Mexiko, Florida und der Karibik. - Recordia Moldenke (Syn.: Verbenoxylum Tronc.): Sie enthält seit 2013 nur zwei Arten: - Recordia boliviana Moldenke: Sie kommt nur im östlichen-zentralen Bolivien vor. - Recordia reitzii (Moldenke) Thode & O’Leary (Syn.: Verbenoxylum reitzii (Moldenke) Tronc.): Sie kommt nur in den südlichen brasilianischen Bundesstaaten Santa Catarina sowie Rio Grande do Sul vor. - Stachytarpheta Vahl (Syn.: Ubochea Baill.): Die 60 bis 130 Arten wachsen als krautige Pflanzen und Sträucher und sind in der Neotropis verbreitet. Einige Arten sind invasive Pflanzen in tropischen Gebieten. - Tribus Lantaneae Endler: Der Umfang der Gattungen wird kontrovers diskutiert und die Artenzahlen sind kaum erfasst; es werden etwa fünf Gattungen mit etwa 269 angenommen: - Zitronensträucher (Aloysia Palau): Die 36 bis 43 Arten sind in subtropischen bis tropischen Gebieten der Neuen Welt verbreitet, beispielsweise: - Zitronenstrauch (Aloysia citrodora Palau, Syn.: Lippia triphylla Kuntze, Aloysia triphylla Britton nom. superfl., Aloysia sleumeri Moldenke): Er stammt aus dem südlichen Bolivien bis nordwestlichen Argentinien. Die Laubblätter riechen stark nach Zitrone und er wird als Tee- sowie Heilpflanze verwendet. - Wandelröschen (Lantana L., Syn.: Camara Adans., Charachera Forssk., Riedelia Cham., Tamonopsis Griseb., Xeralis Raf.): Die 100 bis 150 Arten sind in der Neotropis und von Afrika bis Thailand weitverbreitet. Viele Sorten weniger Arten werden häufig kultiviert; mit sich verfärbenden Kronblättern. - Lippia L.: Die 125 bis 174 Arten sind im tropischen und südlichen Afrika sowie in der Neotropis weitverbreitet, darunter beispielsweise: - Aztekisches Süßkraut (Lippia dulcis Trevir., Syn.: Phyla scaberrima Moldenke): Die Verwendung als Süßungsmittel ist aufgrund des hohen Kampfergehalts auf Dauer gesundheitsschädlich. - Lippia magentea T.R.S.Silva - Mexikanischer Oregano (Lippia origanoides Kunth) - Karibischer Oregano (Lippia micromera Schauer) - Nashia Millsp.: Von den sieben Arten kommen fünf nur auf Kuba, eine nur auf den Bahamas und eine nur in Haiti vor. - Süßkräuter (Phyla Lour.): Die etwa 5 bis 15 kriechenden oder zumindest breit wachsenden krautigen bis halbstrauchigen Pflanzen stammen meist aus der Neotropis, eine Art soll auch in Asien beheimatet sein, gehört aber vielleicht zu Lippia. Hierher gehört beispielsweise: - Phyla nodiflora (L.) Greene: Sie kommt in den Tropen und Subtropen vor. Sie kann in feuchttropischen bis nicht zu frostreichen Regionen als Rasenersatz verwendet werden. In Mitteleuropa ist ihre Verwendung auf wintermilde Lagen beschränkt. - Xeroaloysia Tronc.: Sie enthält nur eine Art: - Xeroaloysia ovatifolia (Moldenke) Tronc.: Sie kommt nur im nordwestlichen Argentinien vor. - Tribus Neospartoneae Olmstead & O’Leary: Sie wurde 2010 aufgestellt und enthält zwei bis drei Gattungen mit bis zu sieben Arten: - Lampayo F.Phil. ex Murillo (Syn.: Lampaya Phil. orth. var.): Die nur zwei bis drei Arten sind von Bolivien und Chile bis ins nordwestlichen Argentinien verbreitet. - Neosparton Griseb.: Die nur vier Arten sind im südlichen Südamerika (in gemäßigten Gebieten in Argentinien) verbreitet. - Tribus Petreeae Briq.: Sie enthält zwei Gattungen mit 12 bis 13 Arten: - Purpurkränze (Petrea L.): Es sind Kletterpflanzen, Sträucher und kleine Bäume. Die 11 bis 12 Arten sind in der Neotropis verbreitet. - Xolocotzia Miranda: Sie enthält nur eine Art: - Xolocotzia asperifolia Miranda: Sie ist vom mexikanischen Bundesstaat Chiapas bis Honduras verbreitet. - Tribus Priveae Briq.: Sie enthält nur zwei Gattungen mit etwa 21 Arten: - Pitraea Turcz.: Sie enthält nur eine Art: - Pitraea cuneatoovata (Cav.) Caro: Sie ist von Peru sowie Bolivien bis Zentralchile und vom südöstlichen Brasilien bis ins nördliche Argentinien verbreitet. - Priva Adans.: Die etwa 20 Arten sind im tropischen und südlichen Afrika, in Asien und in der Neotropis verbreitet. - Tribus Verbeneae Dumort.: Sie enthält fünf Gattungen mit etwa 177 Arten: - Glandularia J.F.Gmel. (Syn.: Billardiera Moench nom. illeg., Helleranthus Small, Shuttleworthia Meisn., Uwarowia Bunge, Verbenella Spach): Sie wurde aus Verbena s. l. ausgegliedert. Die 70 bis 84 Arten sind in der Neuen Welt in gemäßigten bis subtropischen Gebieten weitverbreitet. - Hierobotana Briq.: Sie enthält nur eine Art: - Hierobotana inflata (Kunth) Briq.: Sie ist im westlichen Südamerika von Ecuador und Kolumbien bis Peru verbreitet. - Junellia Moldenke (Syn.: Urbania Phil., Thryothamnus Phil. nom. rej., Monopyrena Speg. nom. rej.): Sie wurde aus Verbena s. l. ausgegliedert und enthält seit 2009 etwa 37 Arten. Sie ist vom westlichen und südlichen Südamerika bis Patagonien und bis zu den Falklandinseln verbreitet. - Mulguraea N.O’Leary & P.Peralta: Diese Gattung wurde mit etwa elf Arten, die aus Junellia ausgegliedert wurden, im Jahr 2009 aufgestellt. Sie ist von Peru und Argentinien bis zum südlichen Südamerika verbreitet. - Verbenen oder Eisenkräuter (Verbena L. s. str., Syn.: Aubletia Le Monn. ex Rozier, Burseria Loefl., Obletia Rozier, Patya Neck., Stylodon Raf., Styleurodon Raf.): Sie enthält nur noch 44 bis 74 Arten. Früher waren es bis zu 250 Arten. Darunter sind mehrere Arten, deren Sorten als Zierpflanzen verwendet werden. Die meisten Arten sind in der Neuen Welt verbreitet, in Mitteleuropa ist nur eine Art ursprünglich beheimatet. - incertae sedis = unsichere systematische Stellung innerhalb der Familie Verbenaceae: - Coelocarpum Balf. f.: Die fünf bis sieben Arten kommen im nordöstlichen tropischen Afrika, Madagaskar auf Socotra und auf Inseln im westlichen Indischen Ozean vor. - Dipyrena Hook. (Syn.: Diostea Miers, Wilsonia Hook. nom. illeg.): Die nur ein bis vier Arten sind im gemäßigten, südlichen Südamerika verbreitet. - Rhaphithamnus Miers: Die nur zwei dornigen immergrünen Straucharten stammen aus dem gemäßigten Südamerika (Chile, Juan-Fernández-Inseln, westlichen Argentinien). |

## Weiterführende Literatur
- Hannah E. Marx, Nataly O’Leary, Yao-wu Yuan, Patricia Lu-Irving, D. Tank, Maria Ema Múlgura, Richard Glenn Olmstead: A molecular phylogeny and classification of Verbenaceae. In: American Journal of Botany, Volume 97, Issue 10, 2010, S. 1647–1663. doi:10.3732/ajb.1000144
- Nataly O’Leary, Maria Ema Múlgura: A taxonomic revision of  Casselia (Verbenaceae), a genus endemic to the South American Cerrado and Mata Atlántica biogeographic provinces. In: The Journal of the Torrey Botanical Society, Volume 137, 2010, S. 166–179.
- Nataly O’Leary, Maria Ema Múlgura: A taxonomic revision of the genus Phyla (Verbenaceae). In: Annals of the Missouri Botanical Garden, Volume 98, 2012, S. 578–596.
- Nataly O’Leary, Carolina Isabel Calviño, Susana Martínez, Patricia Lu-Irving, Richard G. Olmstead, Maria Ema Múlgura: Evolution of morphological traits in Verbenaceae. In: American Journal of Botany, Volume 99, Issue 11, 2012, S. 1778–1792. doi:10.3732/ajb.1200123
- Pablo Moroni, Nataly O’Leary: Insights into the Systematics of Tribe Duranteae (Verbenaceae): A Taxonomic Revision of the New World Genus Bouchea. In: Annals of the Missouri Botanical Garden, Volume 104, Issue 3, August 2019, S. 355–399. doi:10.3417/2019383
- Pablo Moroni, Nataly O’Leary: Insights into the Systematics of Tribe Duranteae (Verbenaceae) II: A Taxonomic Revision of the New World Genus Duranta L. In: Annals of the Missouri Botanical Garden, Volume 105, 2020, S. 502–577. doi:10.3417/2020581
- Pedro Henrique Cardoso, Nataly O’Leary, Richard Glenn Olmstead, Pablo Moroni, Verônica A. Thode: An update of the Verbenaceae genera and species numbers. In: Plant Ecology and Evolution, Volume 154, 2021, S. 80–86. doi:10.5091/10.5091/PLECEVO.2021.1821
- Pedro Henrique Cardoso, Pablo Moroni, Fátima R. Salimena: Amendments to the nomenclature of Lippia (Verbenaceae: Lantaneae): typification of names linked to the Brazilian flora. In: Brittonia, 2021. doi:10.1007/s12228-021-09674-9

- Karte mit allen verlinkten Seiten:
- OSM |
- WikiMap